# Ikeda Toshitaka
Ikeda Toshitaka (池田 利隆?; 10 ottobre 1584 – 26 luglio 1616) fu un daimyō giapponese del periodo Edo appartenente al clan Ikeda.

## Biografia
Figlio maggiore ed erede di Ikeda Terumasa, sposò una figlia di Sakakibara Yasumasa. Alla morte del padre ereditò il castello di Himeji e gran parte della provincia di Harima. Partecipò all'assedio di Osaka e morì poco dopo.
Fu succeduto dal figlio Ikeda Mitsumasa.